# My Back Pages
My Back Pages – piosenka skomponowana przez Boba Dylana, nagrana przez niego w czerwcu 1964 r. i wydana na czwartym studyjnym albumie Another Side of Bob Dylan w sierpniu 1964 r.

## Historia i charakter utworu
Jest to kompozycja, w której artysta dokonuje analizy samego siebie. Mając 23 lata, dokonał oceny swojego dorobku. Między innymi krytycznie ocenił rolę jaką odegrały pieśni protestu; wysokie cele, mizerne skutki.
Piosenka ta jest wyrażeniem dojrzałej samoświadomości Dylana i próbą obrony jego wczesnych „politycznych kazań”, podsumowaną zaskakującym i jednym z najczęściej cytowanych zdań Byłem wtedy znacznie starszy, a teraz jestem młodszy.
Robert Shelton w swojej książce No Direction Home: The Life and Music of Bob Dylan z 1986 r. napisał, iż Dylan powrócił znów do stanu „Niewinności”, co będzie go zawsze czyniło młodym. Ta piosenka o rozpoznaniu samego siebie powraca do dziecięcej otwartości.
Shelton uważa, że „My Back Pages” kondensuje cały Dylanowski kanon, bowiem całe dzieło Dylana jest zdominowane przez dwa tematy: zmaganie się życia ze śmiercią i możliwość odnowy poprzez adopcję młodszego punktu widzenia.
Dylan rozpoczął wykonywanie tej kompozycji dopiero w 14 lat po jej powstaniu i nagraniu na albumie.

## Wersje Dylana
Po raz pierwszy Dylan zaczął wykonywać „My Back Pages” dopiero w lipcu 1978 r. w czasie europejskiego tournée, które było częścią Światowego Tournée 1978
- 4 lipca 1978 – koncert w „Pavillion De Paris” w Paryżu we Francji. Kontynuował wykonywanie tej piosenki podczas trzech następnych koncertów 5, 6 i 8 lipca w tym samym miejscu
- 11 lipca 1978 – koncert w „Scandinavium” w Göteborgu w Szwecji. Także i 12 lipca w tym samym miejscu
- 15 lipca 1978 – koncert w „Blackbushe Aerodrome” w Camberley w Wielkiej Brytanii

Kontynuował wykonywanie tego utworu podczas Jesiennego Tournée po USA, które także było częścią Światowego Tournée
- 15 września 1978 – koncert w „Civic Center” w Auguście w stanie Maine

Ponownie powrócił do My Back Pages dopiero podczas październikowego Jesiennego Tournée po USA 1990.
W listopadzie 1993 r. wykonał tę piosenkę podczas odrębnych czterech koncertów w Nowym Jorku
Od października 1994 r. wykonuje ten utwór co jakiś czas w czasie koncertów

## Dyskografia i wideografia
Dysk
- Dylan (2007)

Film
- Masked and Anonymous (2003) w wykonaniu Magakoro Brothers

## Wersje innych wykonawców
- The Byrds – Younger than Yesterday (1967); Greatest Hits (1967); History of the Byrds (1973); The Byrds Play Dylan (1980); Original Singles, Volume 2 (1982); Definitive Collection (1995); Greatest Hits (1999)
- Keith Jarrett – Somewhere Before (1968)
- The Brothers and Sisters of Los Angeles – Dylan's Gospel (1969)
- The Hollies – Hollies Sing Dylan (1969)
- The Nice – Keith Emerson with the Nice (1971); Elegy (1971)
- Dick Gaughan – Parallel Lines (1988)
- Greg Harris – Things Change (1990)
- The Ramones – Acid Eaters (1993)
- Carl Verheyen – Garage Sale (1994)
- Phil Carmen – Bob Dylan's Dream (1996)
- Two Approaching Riders – One More Cup of Coffee (1997)
- Insol – Insol (1998)
- John Stewart – John Stewart and Darwin' Army (1999)
- Marshall Crenshaw na albumie różnych wykonawców Bleecker Street: Greenwich Village in the 60's
- Joan Osborne i Jackson Browne na albumie różnych wykonawców Steal This Movie (muzyka filmowa]
- Spinatras – @Midnight.com (2000)
- 2 of Us – From Zimmerman to Genghis Genghis Khan (2001)
- Second Floor – Plays Dylan (2001)
- Steve Earle – Sidetracks (2002)